# Villa Koenenkamp
Die Villa Koenenkamp, auch Haus Mark, befindet sich in Bremen, Stadtteil Horn-Lehe, Ortsteil Horn, Marcusallee 38, am Rhododendron-Park. Das Haus entstand 1915 nach Plänen von August Abbehusen und Otto Blendermann. 
Das Gebäude steht seit 1999 unter Bremer Denkmalschutz.

## Geschichte
Die zweigeschossige, verputzte, siebenachsige, große Villa mit einem Walmdach, einem dreiachsigen Portikus und darüber einem klassizistischen Dreiecksgiebel mit einem Wappen im Tympanon sowie an zwei Seiten mit gerundeten Erkern und Terrassen im Obergeschoss wurde 1915 in der Epoche der Jahrhundertwende für den Seidenkaufmann Wilhelm Koenenkamp (1859–1941) gebaut. An der Ostseite steht ein eingeschossiger Anbau.

Auf dem Grundstück wurden später zwei weitere dreigeschossige Wohnhäuser errichtet.
Heute (2018) wird das Haus durch Büros, Praxen und Wohnungen genutzt.
An der Marcusallee befinden sich noch die denkmalgeschützten Gebäude Nr. 1A Teehäuschen von Gut Kreyenhorst, Wohnanlage Marcusallee 2/4, Nr. 9 Villa Schütte und Nr. 11 Landhaus Krages.